# Изяслав (князь киевский, XIII век)
Изяслав (в крещении, возможно, Филипп Владимирович; по др. данным Мстиславич, в совр. историографии иногда идентифицируется как Изяслав IV) — великий князь Киевский (1235), в ранних летописях упоминаемый без отчества. Отождествляется историками с разными Изяславами, упоминаемыми в других летописных сообщениях.

## Происхождение
Внук Игоря Святославича новгород-северского
Согласно традиционной версии, Изяславом киевским считается внук Игоря Новгород-Северского. В 1206 году Изяслав Владимирович вместе с отцом и дядьями прибыл в Галицкое княжество по приглашению бояр после гибели Романа Галицкого, где получил в удел Теребовль. В 1211 году, во время похода венгро-польско-волынских войск на Галич, вместе с половцами пришёл на помощь Роману Игоревичу, осаждённому в Звенигороде, но был разбит. На галицкий престол был возведён Даниил Романович. С отчеством Владимирович после этого не упоминается. По одной из версий, Изяслав Владимирович, будучи путивльским князем, погиб в битве на Калке в 1223 году.
Сторонники данной версии считают Изяслава северским князем к 1234 году и конкурентом Даниила в борьбе за Галич вплоть до 1254 года, причём например Н.Ф. Котляр относит к Изяславу Владимировичу известие Галицко-волынской летописи о том, что «Даниил возвёл на Конрада (мазовецкого) литву и Изяслава Новгородского» (по Галицко-Волынской летописи 1235 год, по уточнению Грушевским М. С. её датировки — 1238 год). Но с княжением Изяслава в Новгороде-Северском не согласно большинство историков.
В 1240 году, когда Михаил Всеволодович вернулся на Русь из Венгрии, он получил от Даниила Луцк. Во время монгольского нашествия на Галицко-Волынское княжество (1240—1241) в летописи(в прочтении Карамзина Н. М.) Каменец назван в числе других разорённых городов в качестве удела Изяслава.
Сын Мстислава Романовича Старого
В ряде поздних летописей применительно к событиям 1233—1236 годов фигурирует с отчеством Мстиславич. Согласно Тверской, Никоновской и Воскресенской летописям, внук Романа Ростиславича и согласно Воскресенской — сын Мстислава Романовича Старого. Другие его сыновья в тот период занимали другие крупные столы: Святослав — полоцкий (1222—1232), затем смоленский (1232—1238), Всеволод — смоленский (с 1239), Ростислав — киевский (1239—1240).
Данная версия названа составителями БРЭ наиболее правдоподобной.
Сын Мстислава Мстиславича Удатного
Согласно третьей точке зрения, киевский князь Изяслав был сыном Мстислава Удатного. В 1226 году, ещё при жизни Мстислава Удатного, один из лидеров боярской галицкой оппозиции, Жирослав, будучи изгнан Мстиславом, вместе с Изяславом уехал в Венгрию. В 1231 году Даниил получил от Владимира Рюриковича Киевского Торческ и передал его братьям своей жены, сыновьям Мстислава Удатного. В 1254 году Изяслав решил завладеть Галичем с помощью ордынцев и предложил осаждавшему Кременец Куремсе идти на Галич, но получил отказ и занял город самостоятельно, после чего был пленен Романом Даниловичем. О дальнейшей судьбе Изяслава ничего неизвестно.
В пользу первой и третьей версий происхождения говорят союз с половцами и претензии на Галич, в пользу первой — также союз с Михаилом Черниговским, в пользу второй — отчинные права на Киев.
|                              | Изяслав (сын Владимира Игоревича) | Изяслав (сын Мстислава Романовича) | Изяслав (сын Мстислава Удатного) |
| ---------------------------- | --------------------------------- | ---------------------------------- | -------------------------------- |
| Права на Киев                | —                                 | +                                  | —                                |
| Права на Галич               | +                                 | —                                  | +                                |
| Родство с половецкими ханами | +                                 | —                                  | +                                |

## Биография
В 1231 году летопись сообщает об участии в княжеском съезде в Киеве трёх Мстиславичей: Мстислава, Ярослава и Изяслава.
В 1233 году Изяслав вместе с Даниилом Романовичем Галицким участвовал в походе на Галич против венгров, но в самом начале похода отступился от союзников и опустошил владения Даниила.
В 1234 году, когда Михаил Всеволодович черниговский осаждал Киев, Владимир Рюрикович киевский обратился за помощью к Даниилу, и они вместе осадили Чернигов. Пока Михаил заключал мир (створивъ прелесть, словами новгородского летописца), Изяслав привёл половцев из степей. Ответным походом Изяслав с половцами разбил киевлян и галичан, потом вместе с Михаилом взял Киев. Даниил бежал в Галич, а Владимир попал в плен к половцам. Активизировалась боярская оппозиция в Галиче: дезинформировав Даниила о якобы продвижении Изяслава и половцев на Волынь, бояре добились ухода части сил во главе с Васильком Романовичем и свергли Даниила. Изяслав сел в Киеве, а союзник его — Михаил Всеволодович — в Галиче. Но в том же году в Киев смог вернуться Владимир Рюрикович, выкупившийся из плена. Впоследствии Изяслав в летописях не упоминается, год его смерти неизвестен.
- Ростислав Мстиславич (1167
  - Роман Ростиславич (1180)
    - Ярополк Романович (после 1180)
    - Мстислав Старый (1223)
      - Святополк Мстиславич
      - Изяслав (князь киевский, XIII век)
      - Ростислав Мстиславич (сын Мстислава Романовича)
      - Всеволод Мстиславич (князь смоленский)

  - Рюрик Ростиславич (1210)
    - Ростислав Рюрикович (1218)
    - Владимир Рюрикович (1239)
      - Ростислав Владимирович (князь овручский)

  - Давыд Ростиславич (1197)
    - Изяслав Давыдович (сын Давыда Ростиславича) (после 1184)
    - Мстислав Давыдович (князь новгородский) (1187)
    - Константин Давыдович (смоленский князь) (1217/18)
    - Мстислав Давыдович (князь смоленский) (1230)
      - Ростислав Мстиславич (сын Мстислава Давыдовича)

  - Мстислав Ростиславич Храбрый (1180)
    - Мстислав Удатный (1228)
      - Мстислав
      - Ярослав
      - Изяслав Мстиславич (князь торческий)

    - Владимир Мстиславич (князь псковский) (после 1226)
      - Ярослав Владимирович (князь псковский)

    - Давыд Мстиславич (1226)

## Семья и дети
Был женат на Агафье (если верны отождествления: 1) Изяслава киевского с Изяславом Владимировичем; 2) Изяслава Владимировича с Филиппом Владимировичем Любецкого синодика), о детях ничего не известно.

## См.также
- Междоусобная война в Южной Руси (1228—1236)